# 磯部奈央
磯部 奈央（いそべ なお、1984年7月29日 - ）は、日本の女性ファッションモデルである。神奈川県出身。

## 人物
- 恵泉女学園大学在学中の18歳の頃から読者モデルを始める。ミスキャンパスに選出される。大学卒業後、保険会社に就職。その後、広告代理店に転職したと同時に、ブロガーユニット「Marblee」を結成する。2009年度末に脱退と同時に、ネイル関連のプレスに就任。今後はネイル関連商品プロデュースを予定している様である[2] 。
- 趣味は、スノーボード、読書。[3]
- 4歳上の兄がいる[4]。

## 活動内容

### 広告
- 「ニッセン」

### CM
- ミニストップ

### 雑誌
- 『PINKY』（集英社）
- 『Ray』（主婦の友社）
- 『ViVi』（講談社）
- 『with』（講談社）
- 『JJ』（光文社）
- 『JJ bis』（光文社）
- 『CanCam』（小学館）
- 『AneCan』（小学館）
- 『Steady. 』（宝島社）